# Biserica de lemn din Pârâu Viu

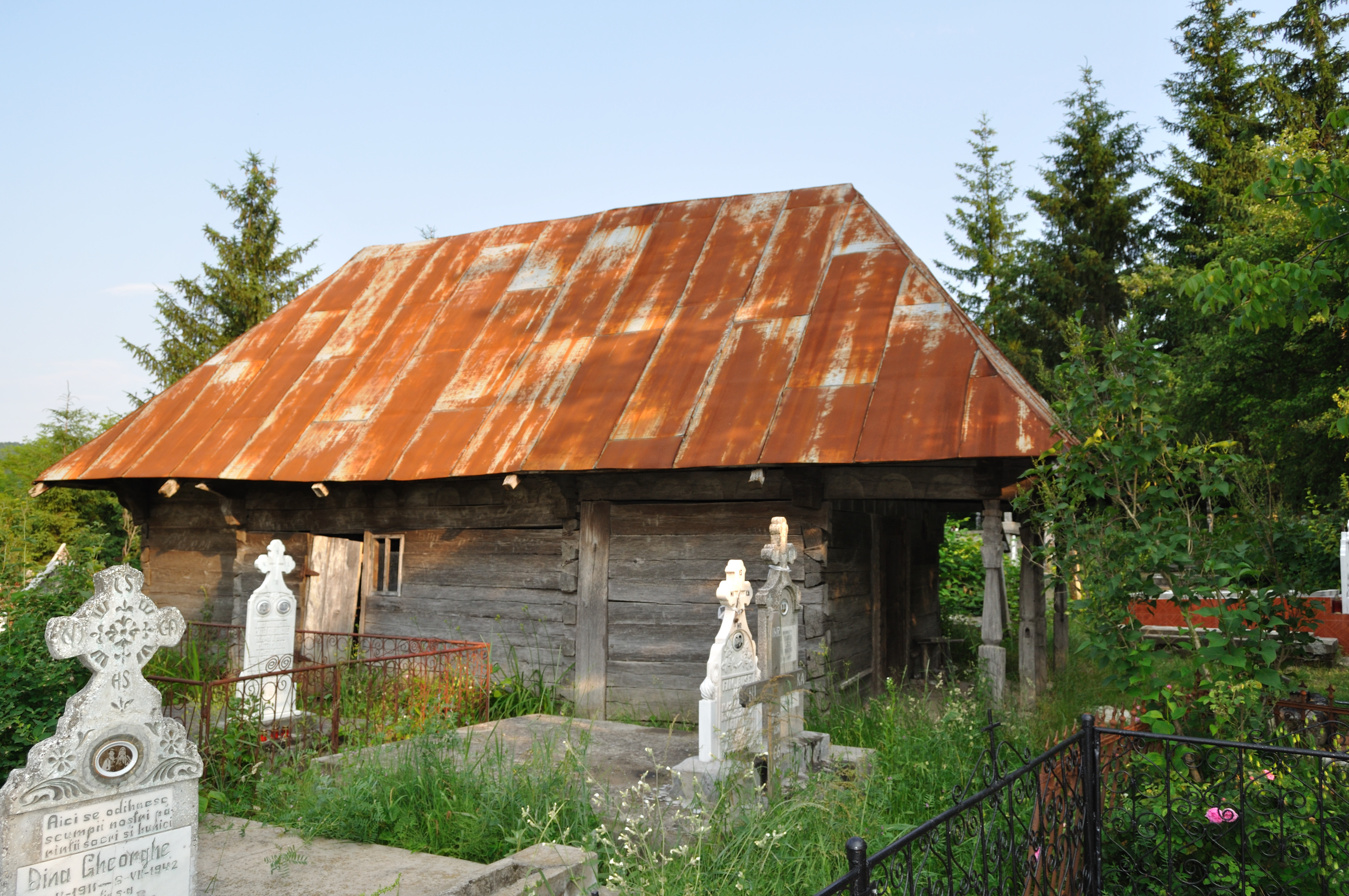
Biserica de lemn „Sfinții Voievozi” din Pârâu Viu, comuna Berlești, județul Gorj, foto: iunie 2010.

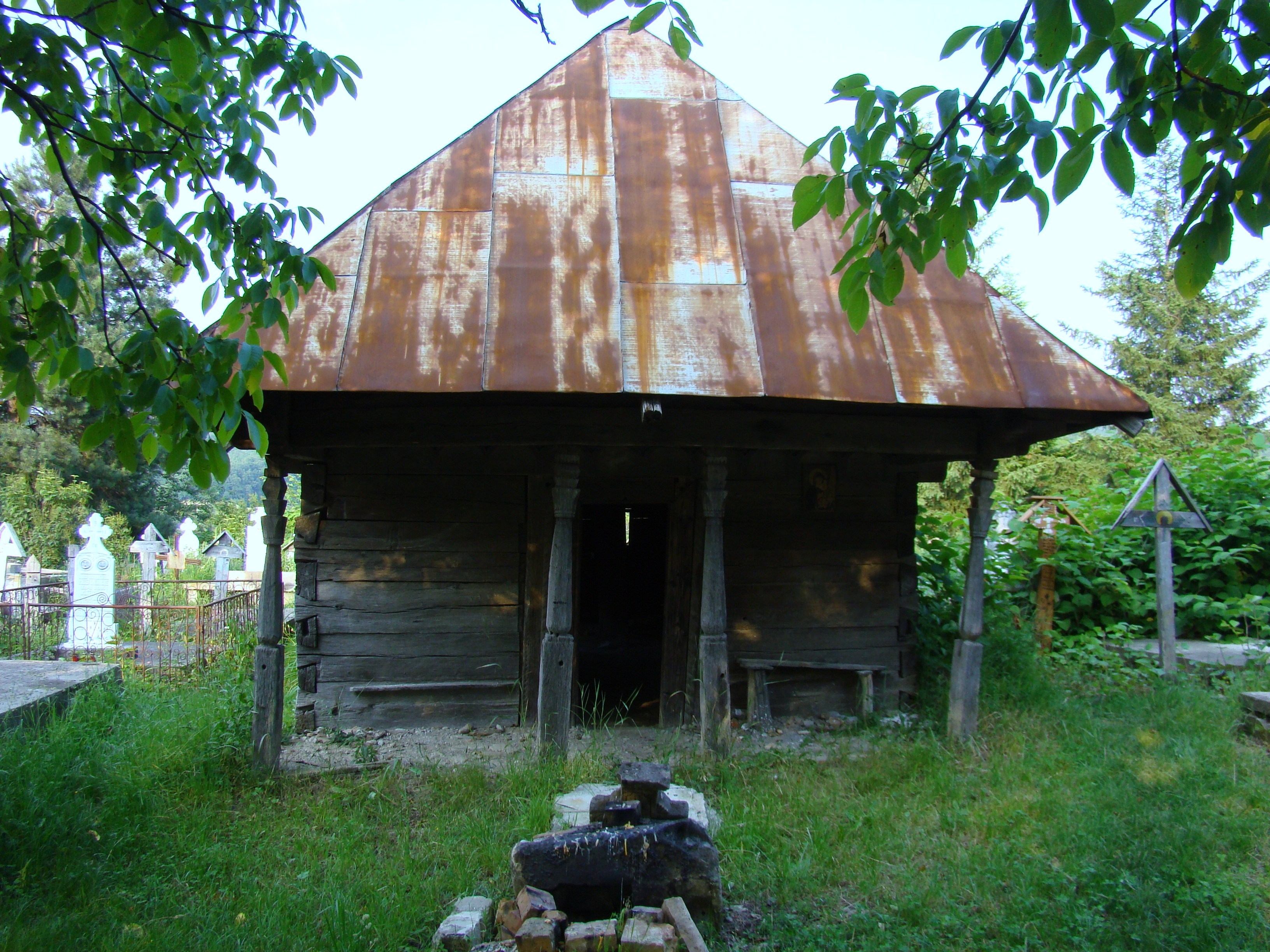
Biserica (vest)

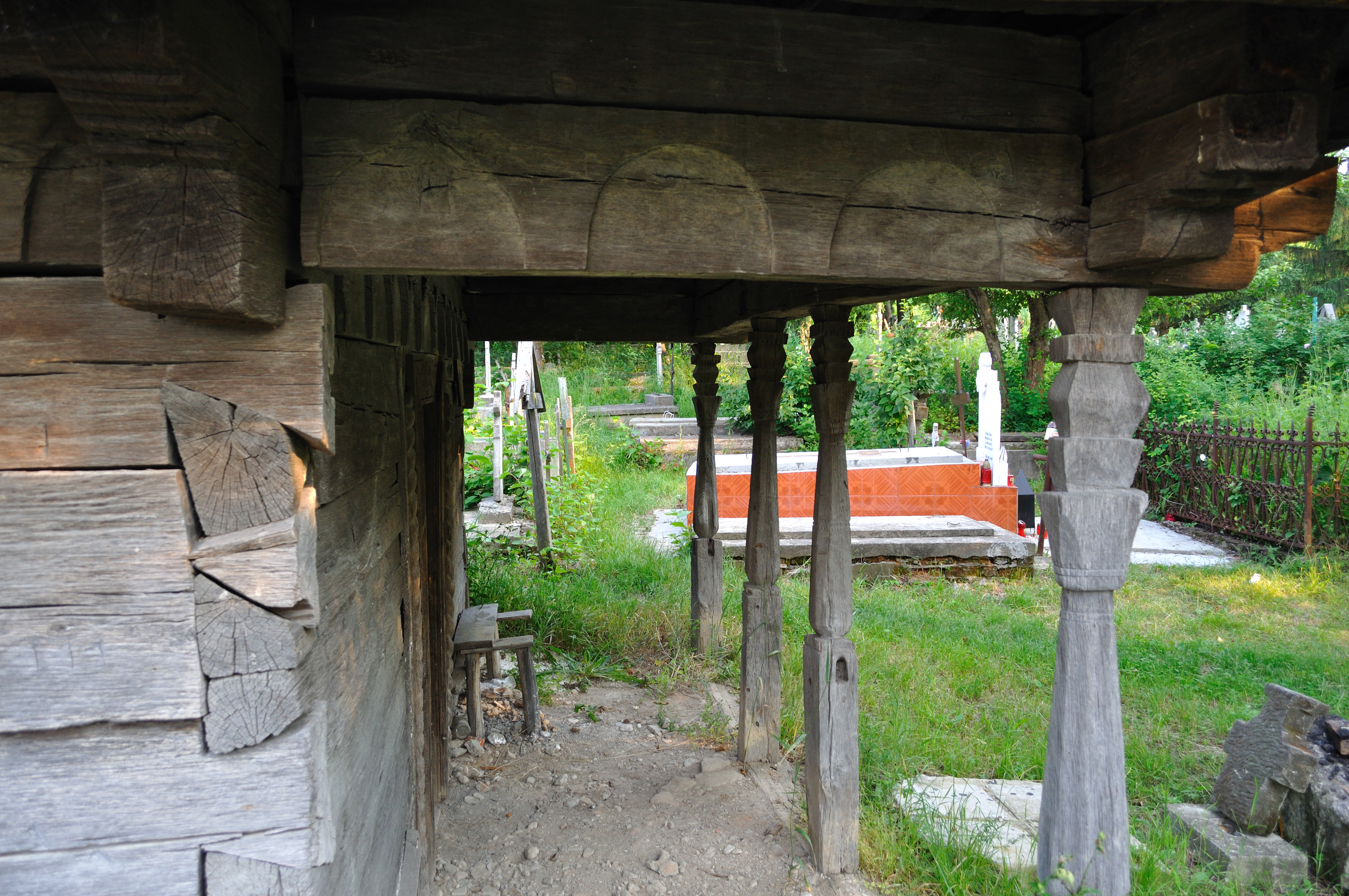
Prispa (vedere din lateral)

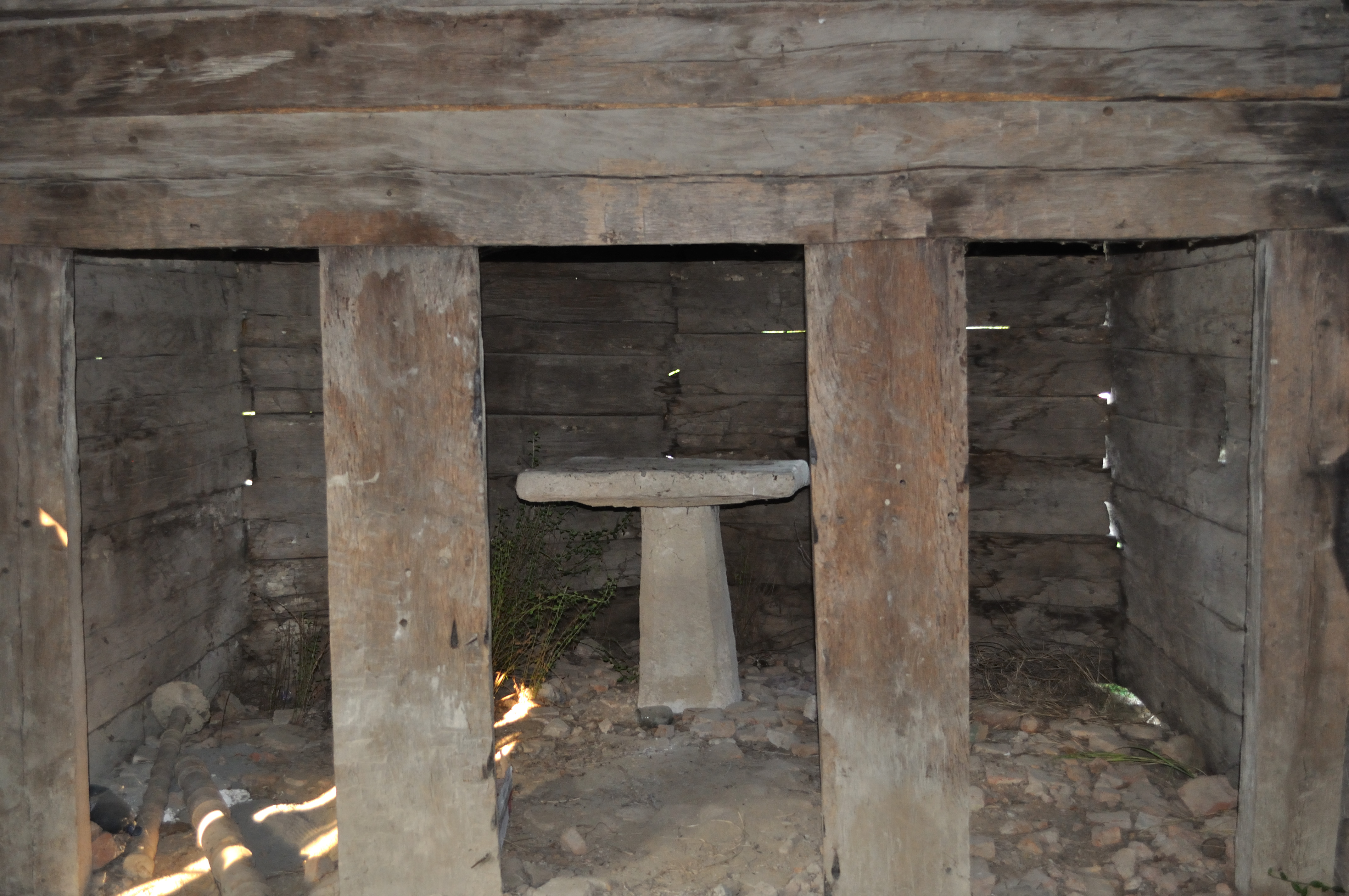
Intrările în altar şi masa altarului

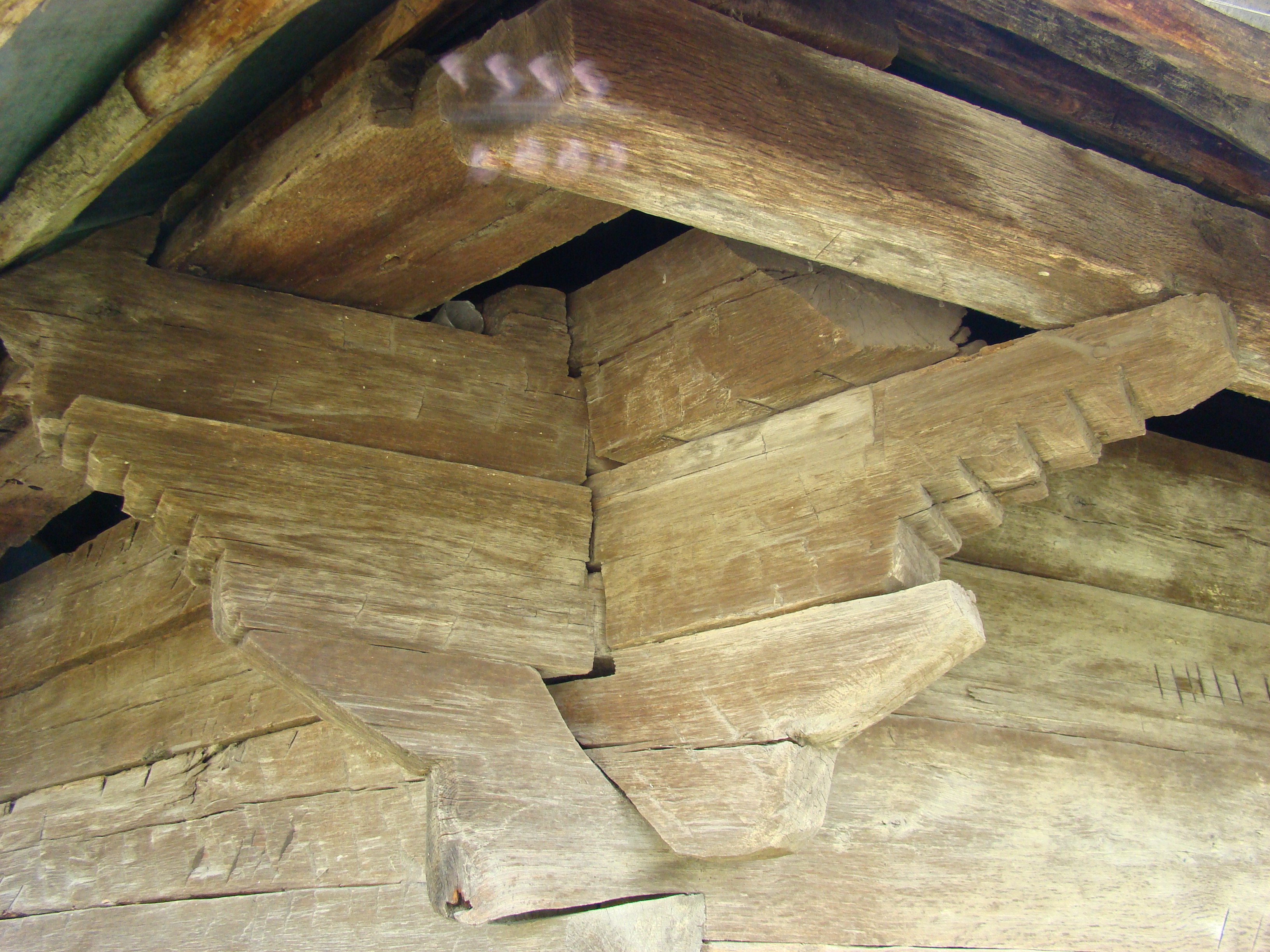
Console

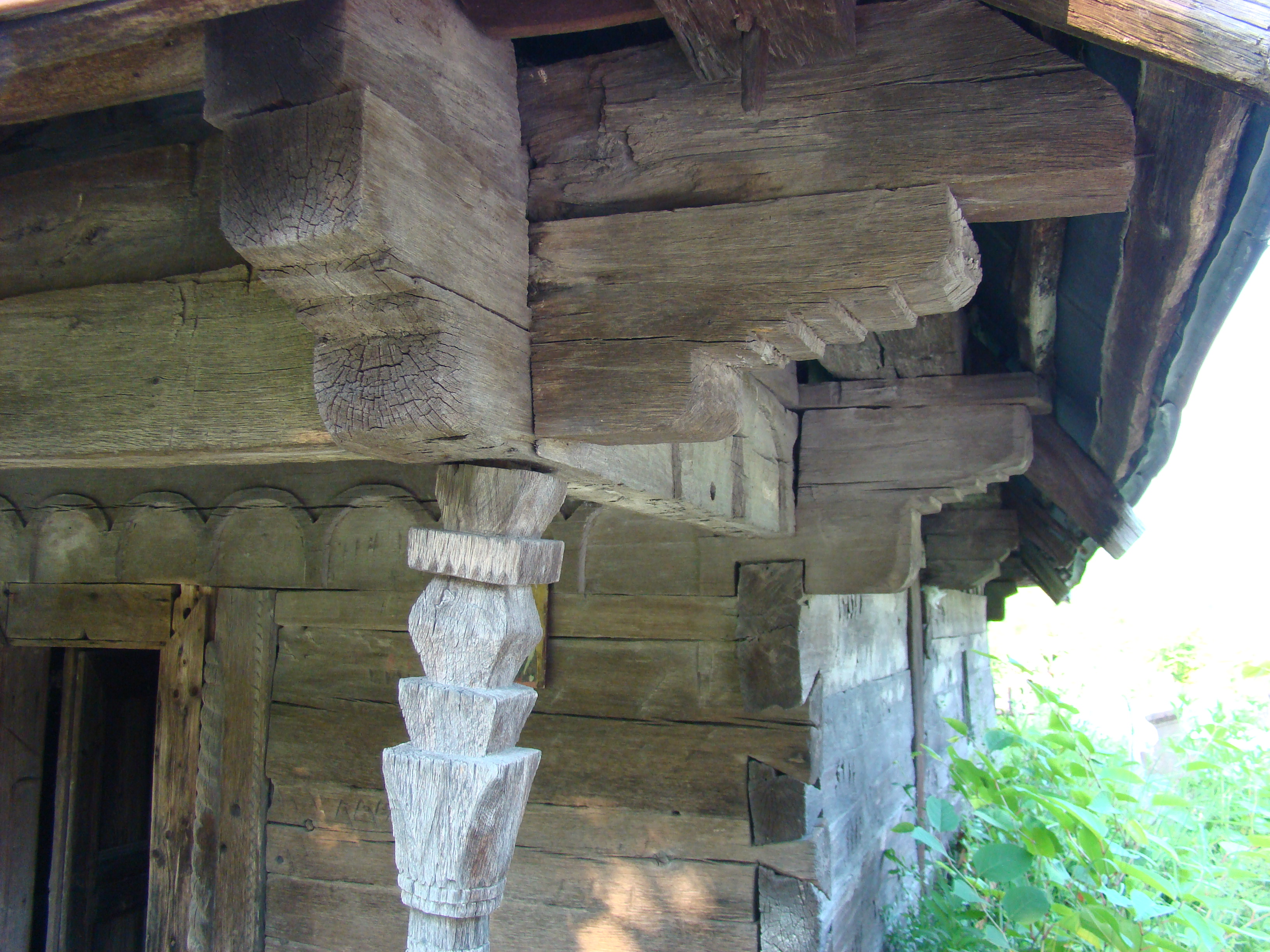
Capitel de stâlp şi console la pridvor

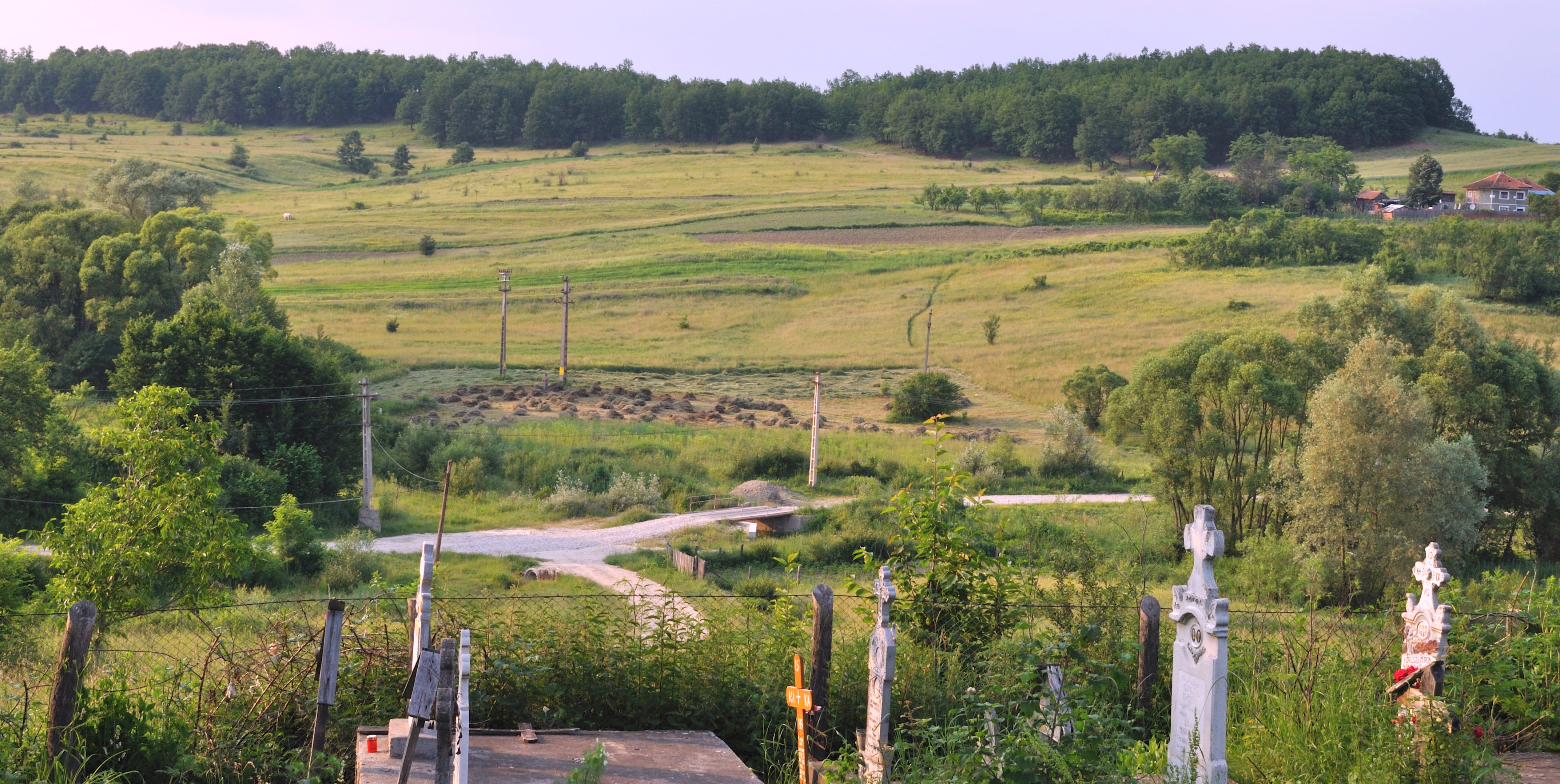
Împrejurimi

Biserica de lemn din Pârâu Viu, comuna Berlești, județul Gorj, a fost construită în 1778. Are hramul „Sfinții Voievozi”. Biserica se află pe noua listă a monumentelor istorice sub codul LMI:  GJ-II-m-B-09342.

## Istoric și trăsături
Biserica se află pe un deal, în mijlocul cimitirului din Glăvani (sat desființat, înglobat la Pârâu Viu) pe care îl servea. 
Pe o bârnă din dreapta intrării este săpat „văleat 7284” (1775-1776). Este probabil momentul unei renovări, biserica fiind mai veche, posibil din secolul al XVII-lea. Inscripția de datare a dispărut însă, odată cu cadrul originar al intrării. 
Biserica a mai fost renovată și în 1974, când învelitoarea de șiță a fost înlocuită cu una din tablă. Acoperirea interioară cuprinde o boltă semicilindrică peste navă, cu registrul de naștere retras prin mijlocirea unei bârne, iar la altar fâșii curbe peste laturile în ax și semicilindru peste cele paralele.
Bârnele, cu îmbinări în coadă de rândunică, înscriu un plan dreptunghiular (nava 6,66 m/4,30 m), altarul fiind decroșat, cu patru laturi, prezentând trăsătura arhaică a unghiului în ax.
Prispa de pe latura de vest are stâlpii cu fusul de formă tronconică, decorul acestora fiind simplificat, pentru că meșterul și-a concentrat atenția asupra capitelului, cu o variată succesiune de forme.
Biserica nu mai deține podoabe pictate.

## Galerie de imagini

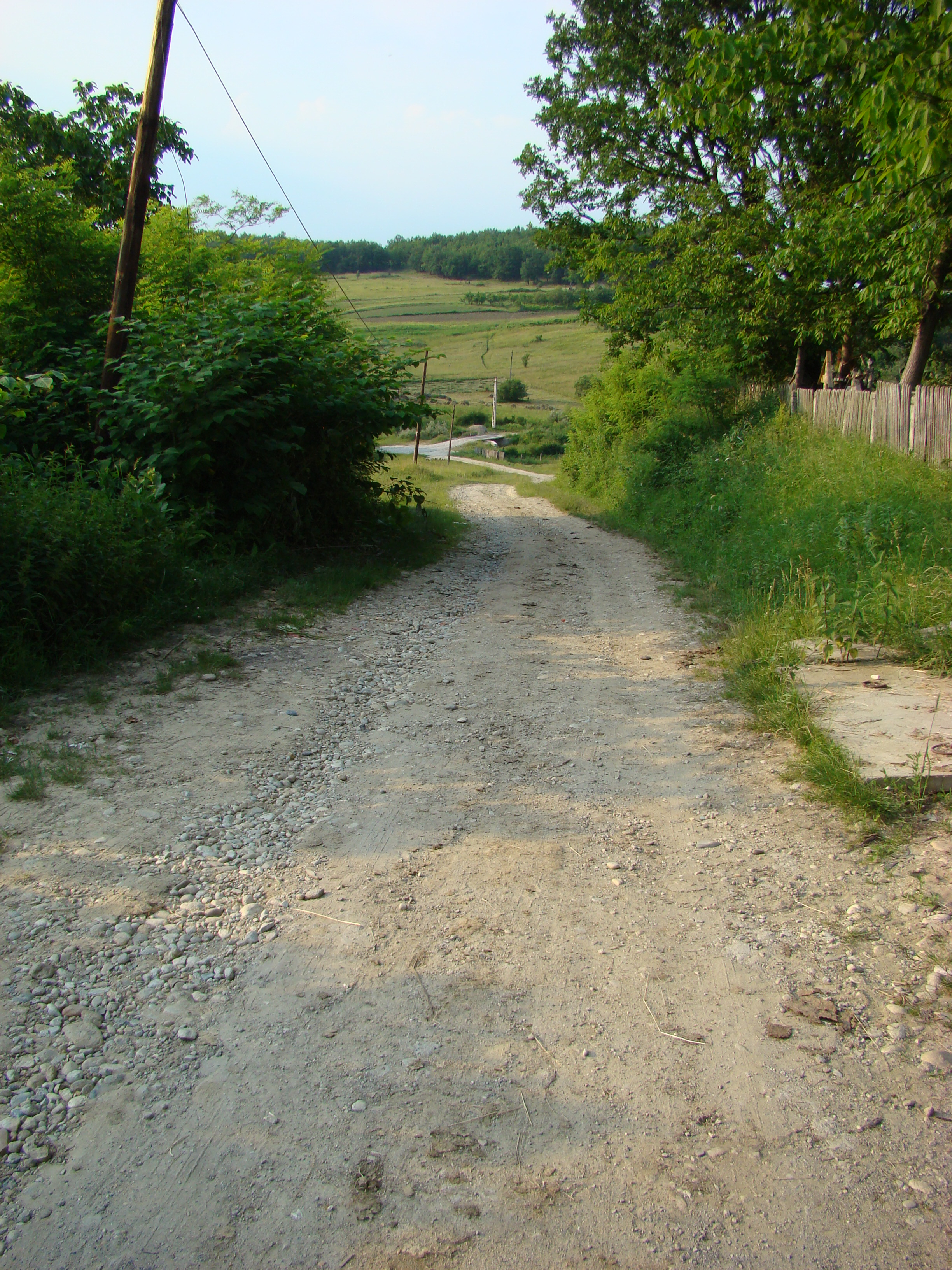
Drumul spre biserică
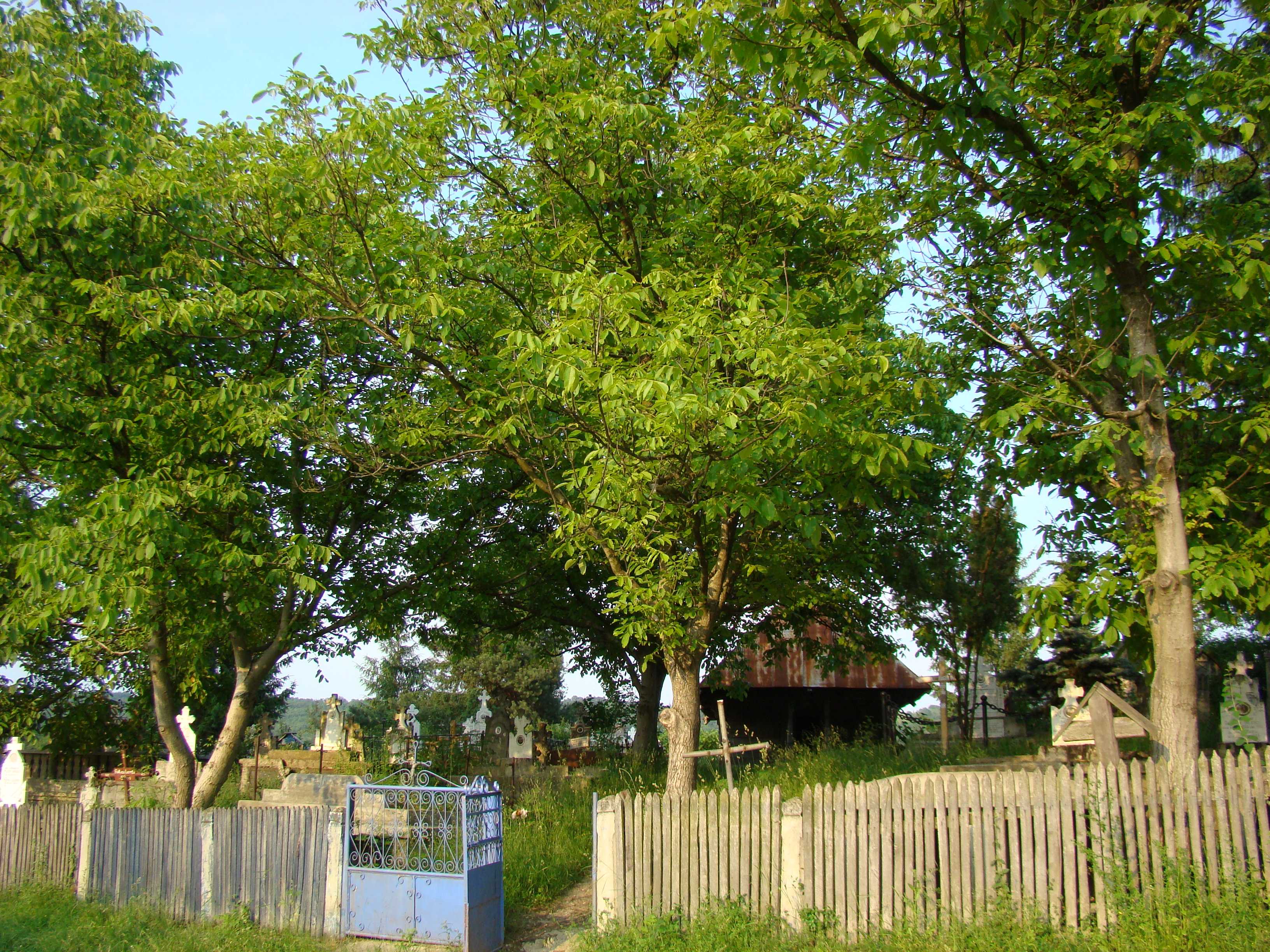
Biserica şi cimitirul
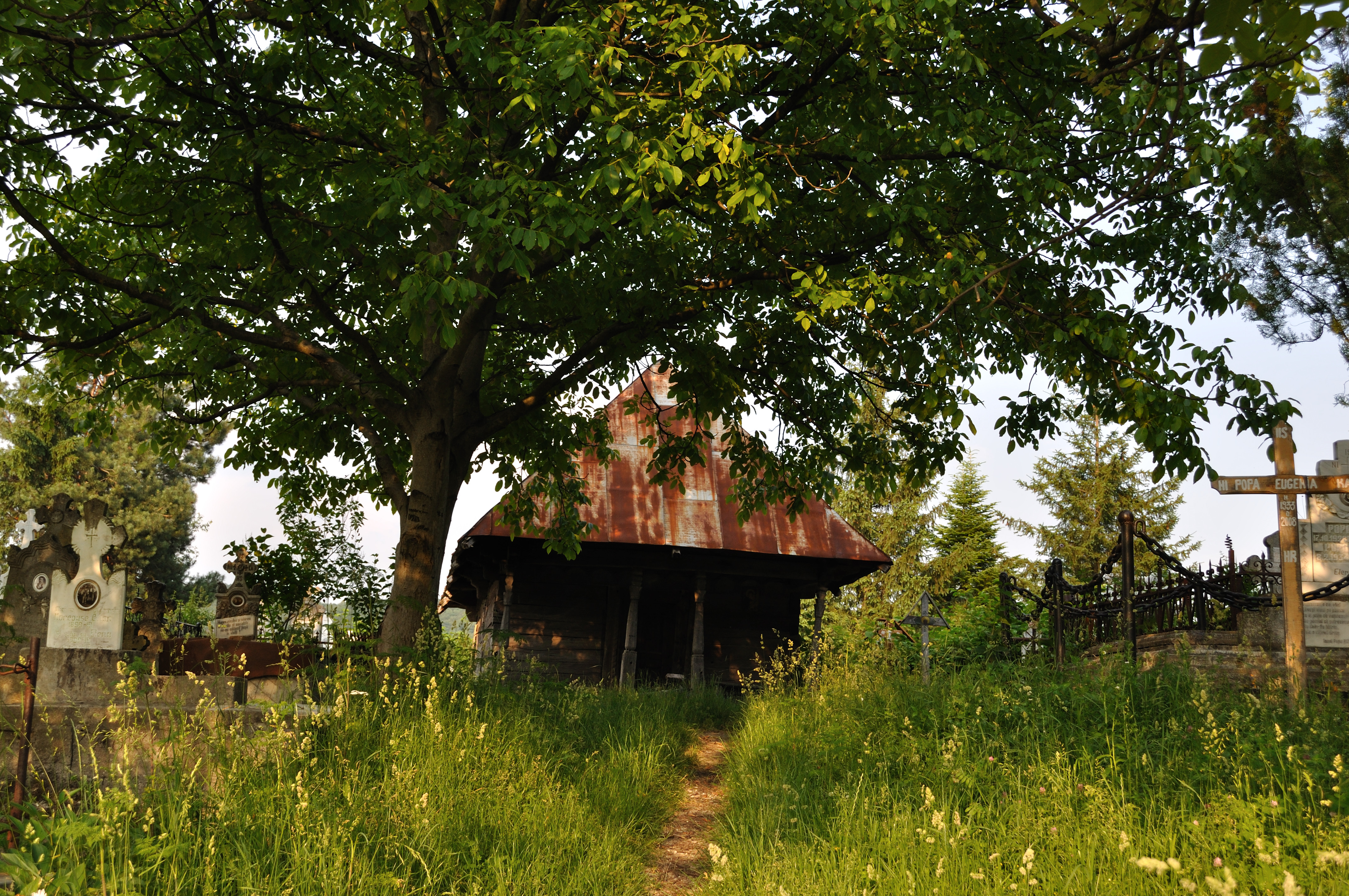
Biserica (vest)
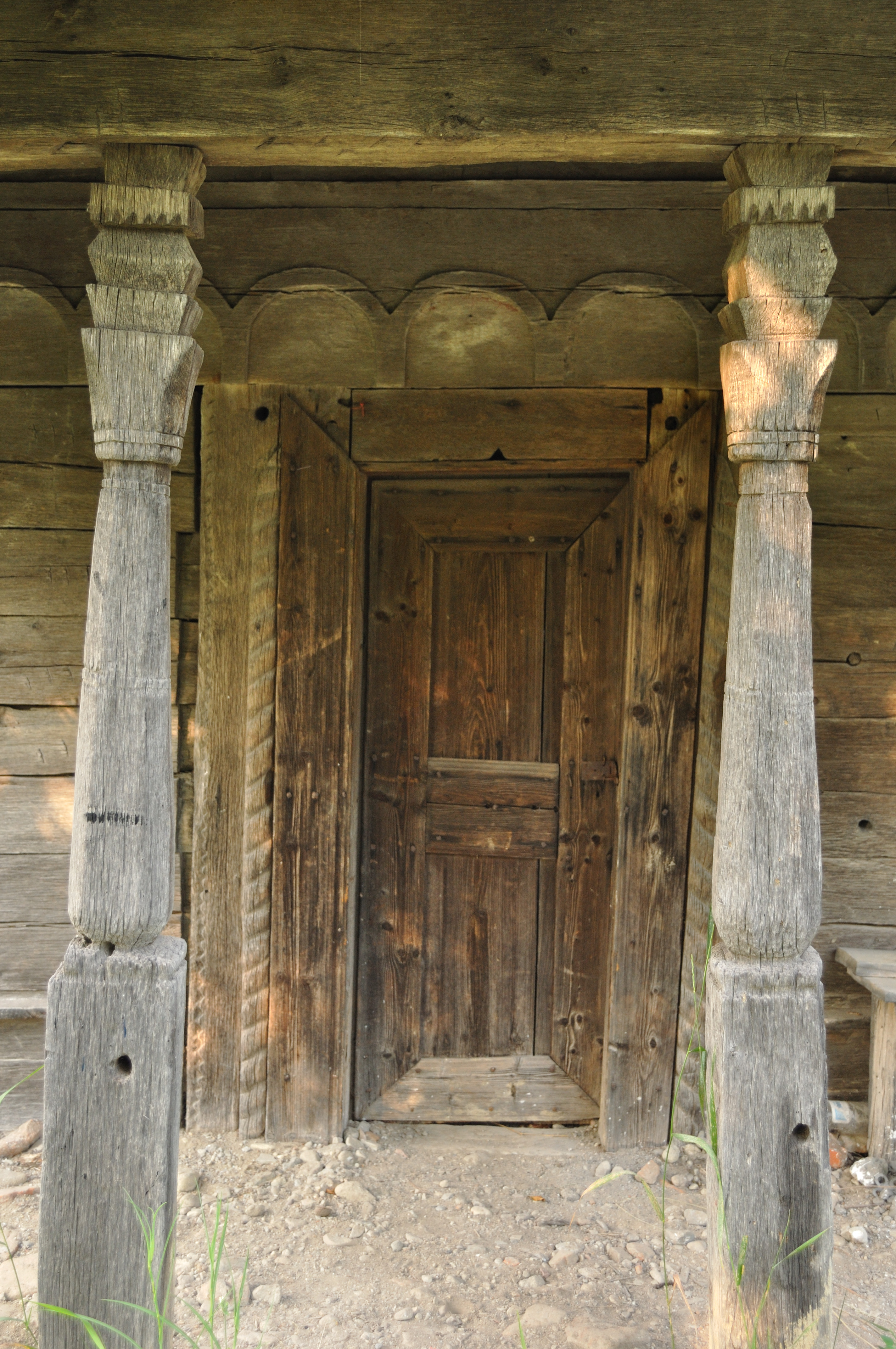
Ancadramentul intrării şi stâlpi la pridvor
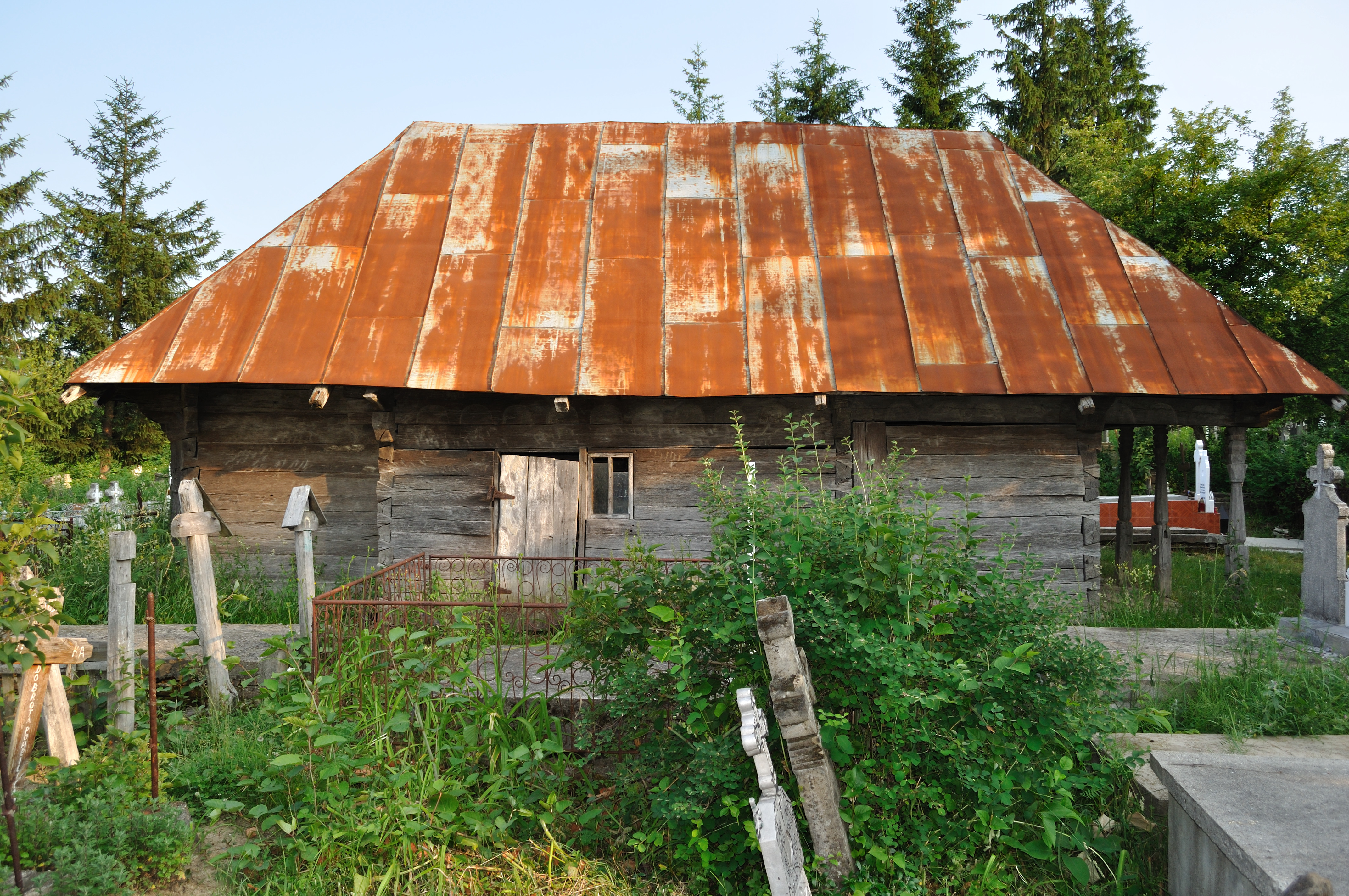
Biserica (nord)
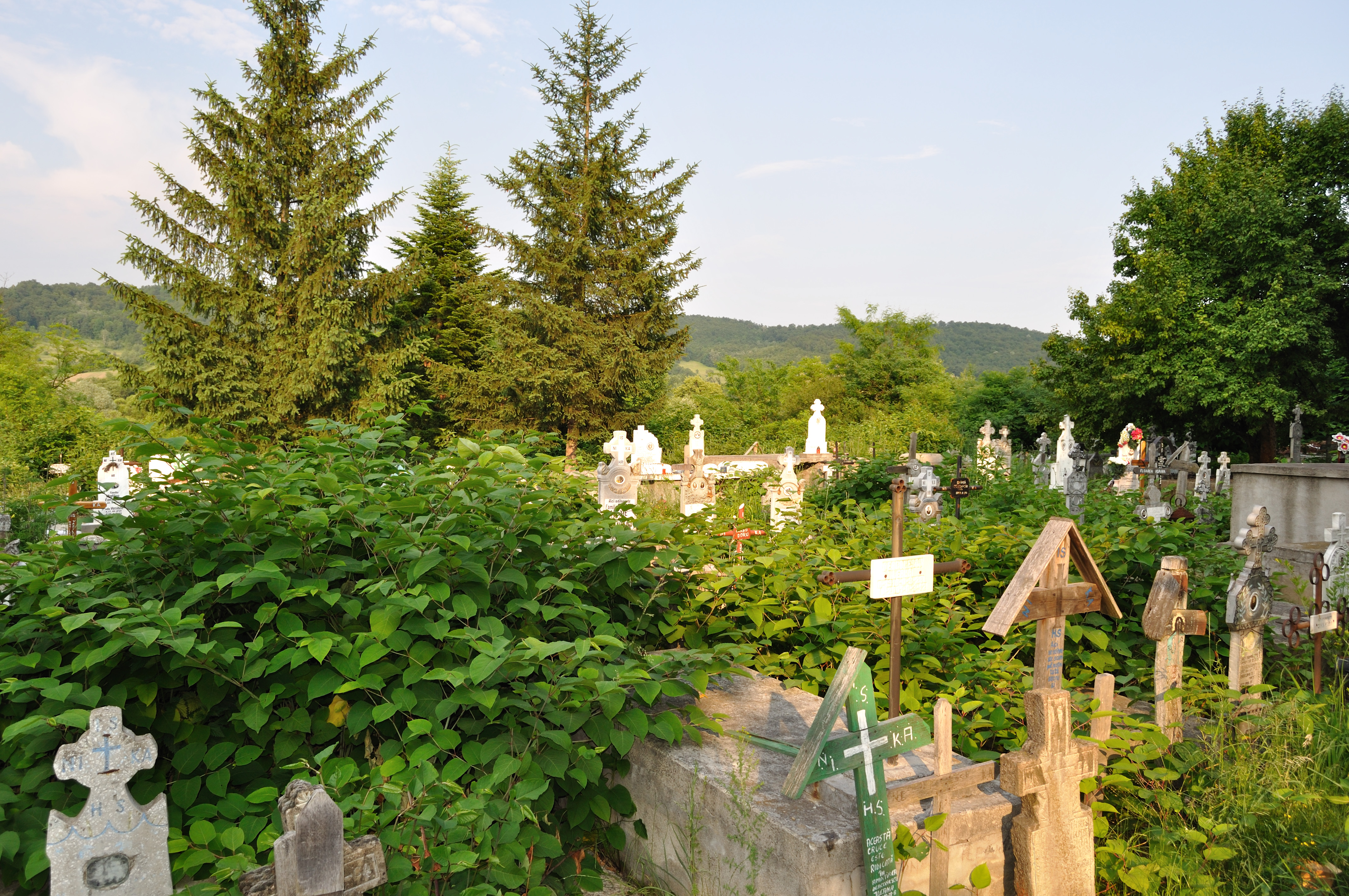
Cimitirul
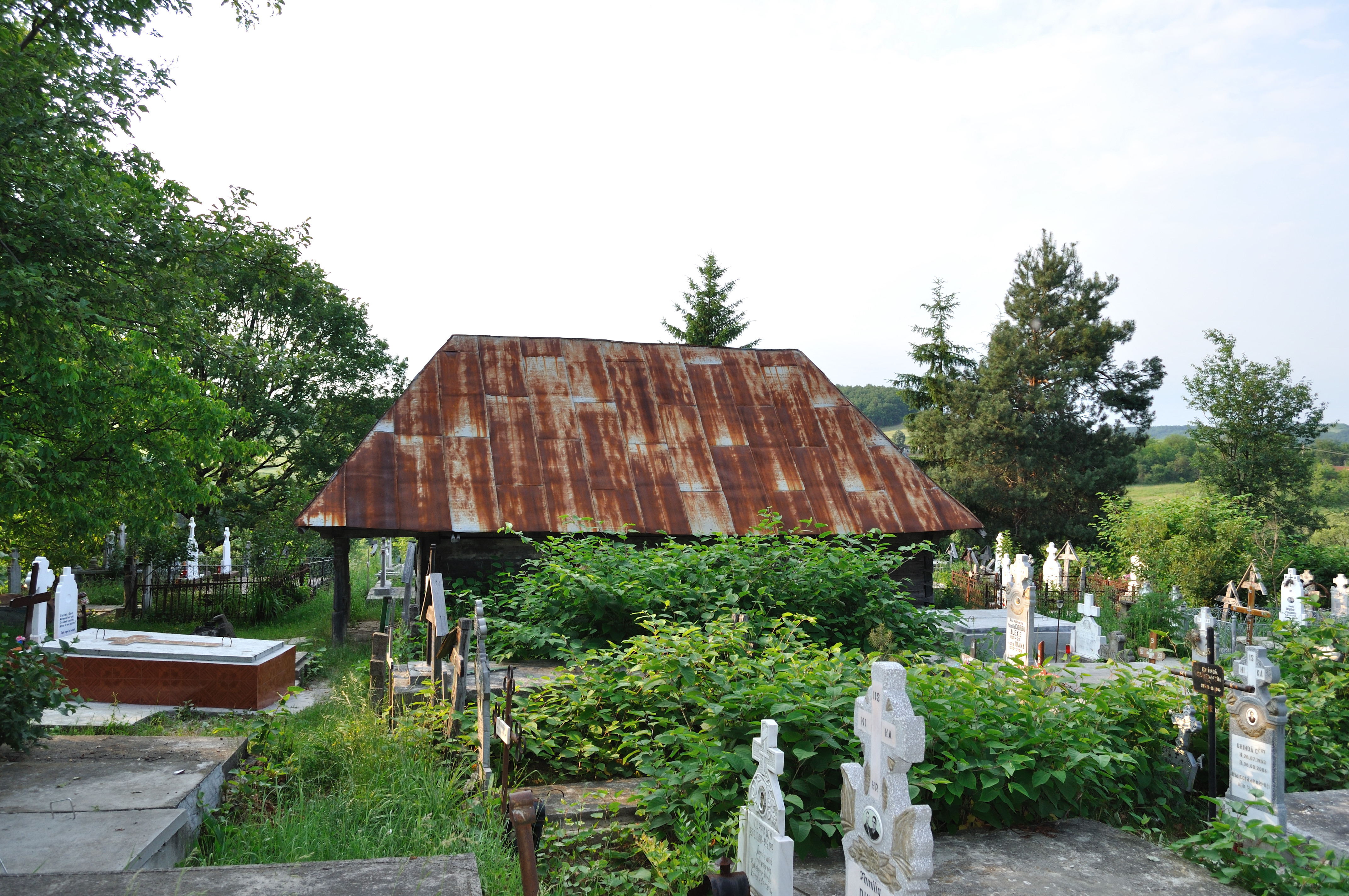
Biserica (sud)
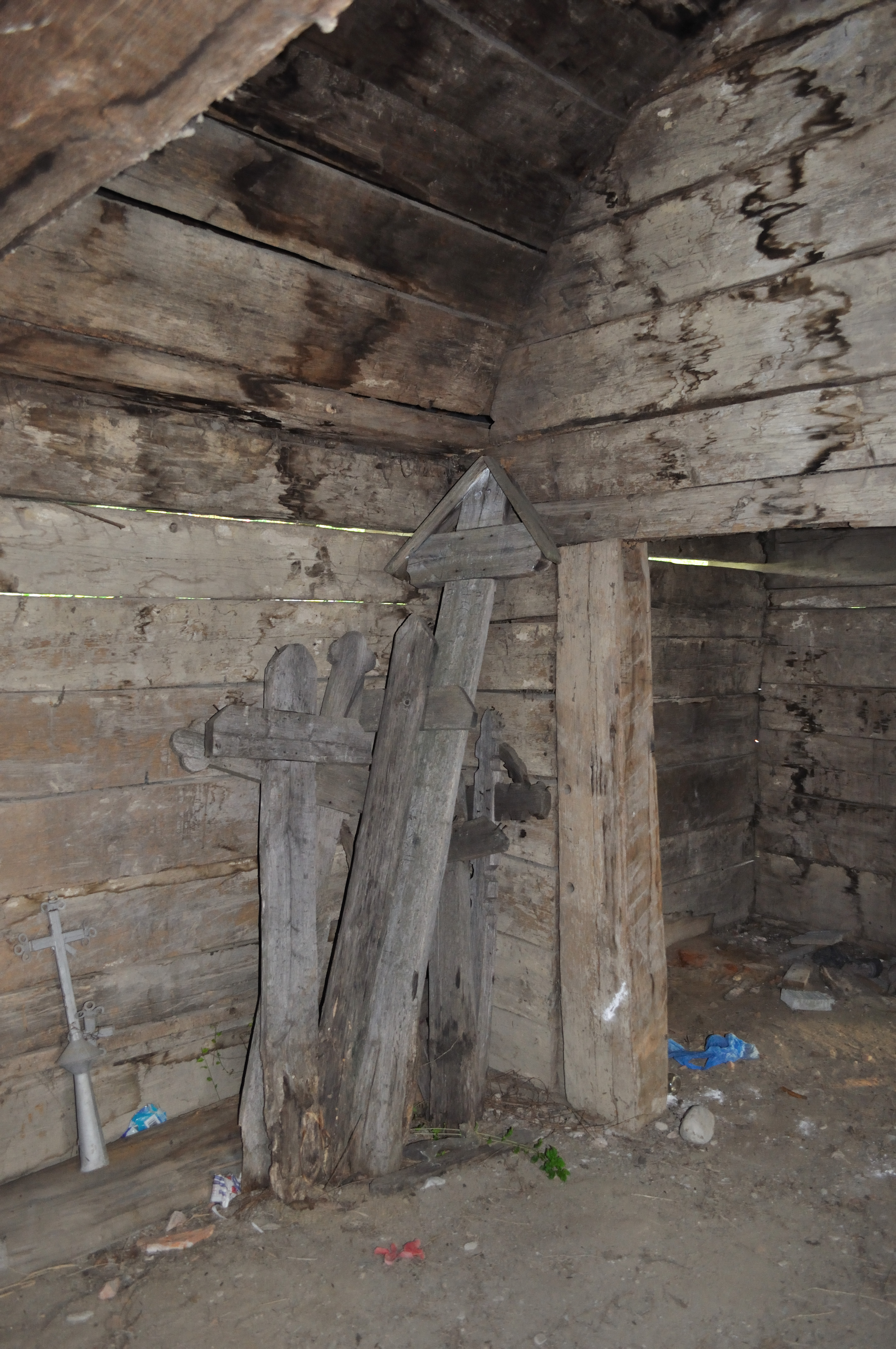
Cruci în interior
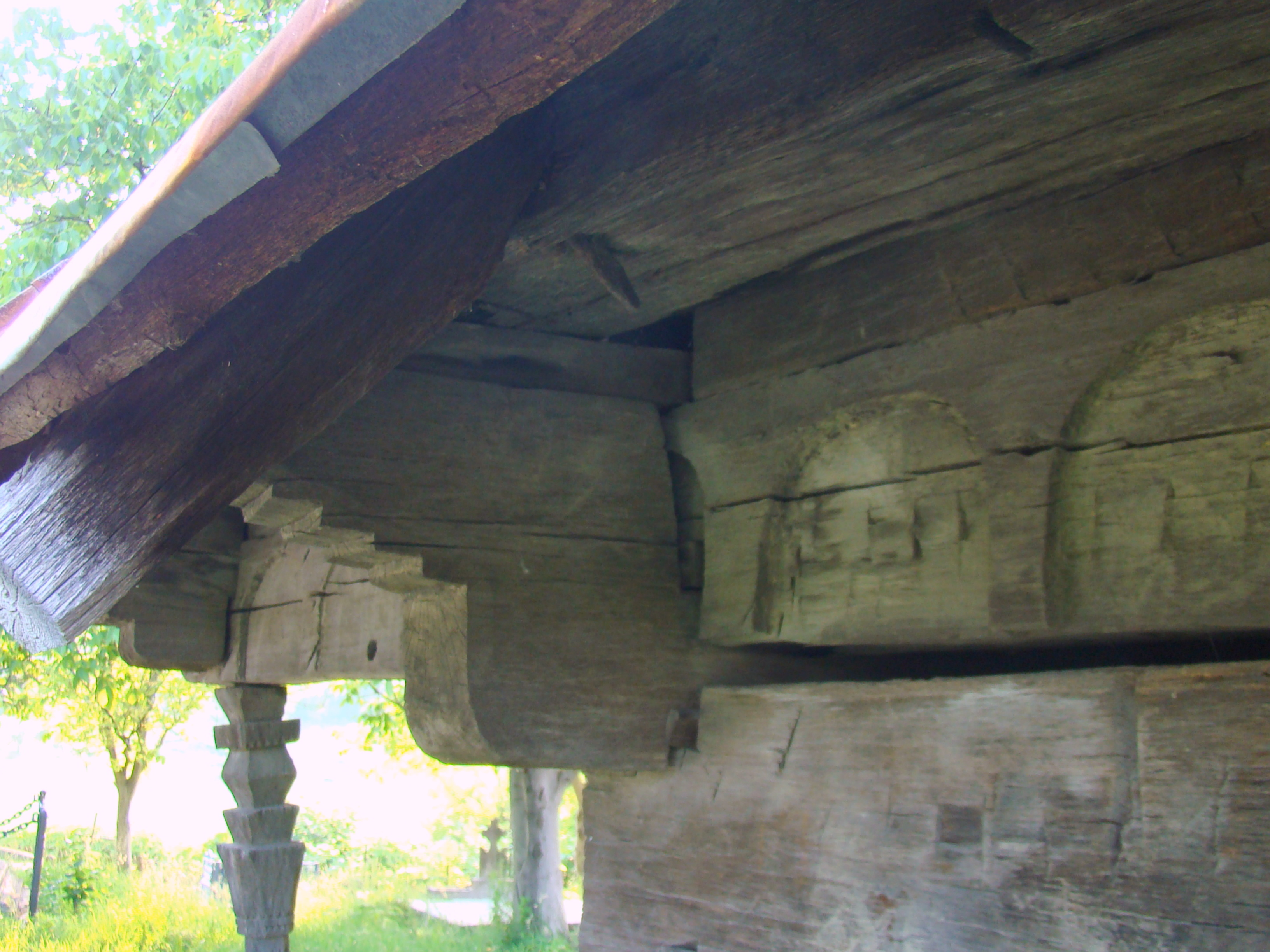
Consolă
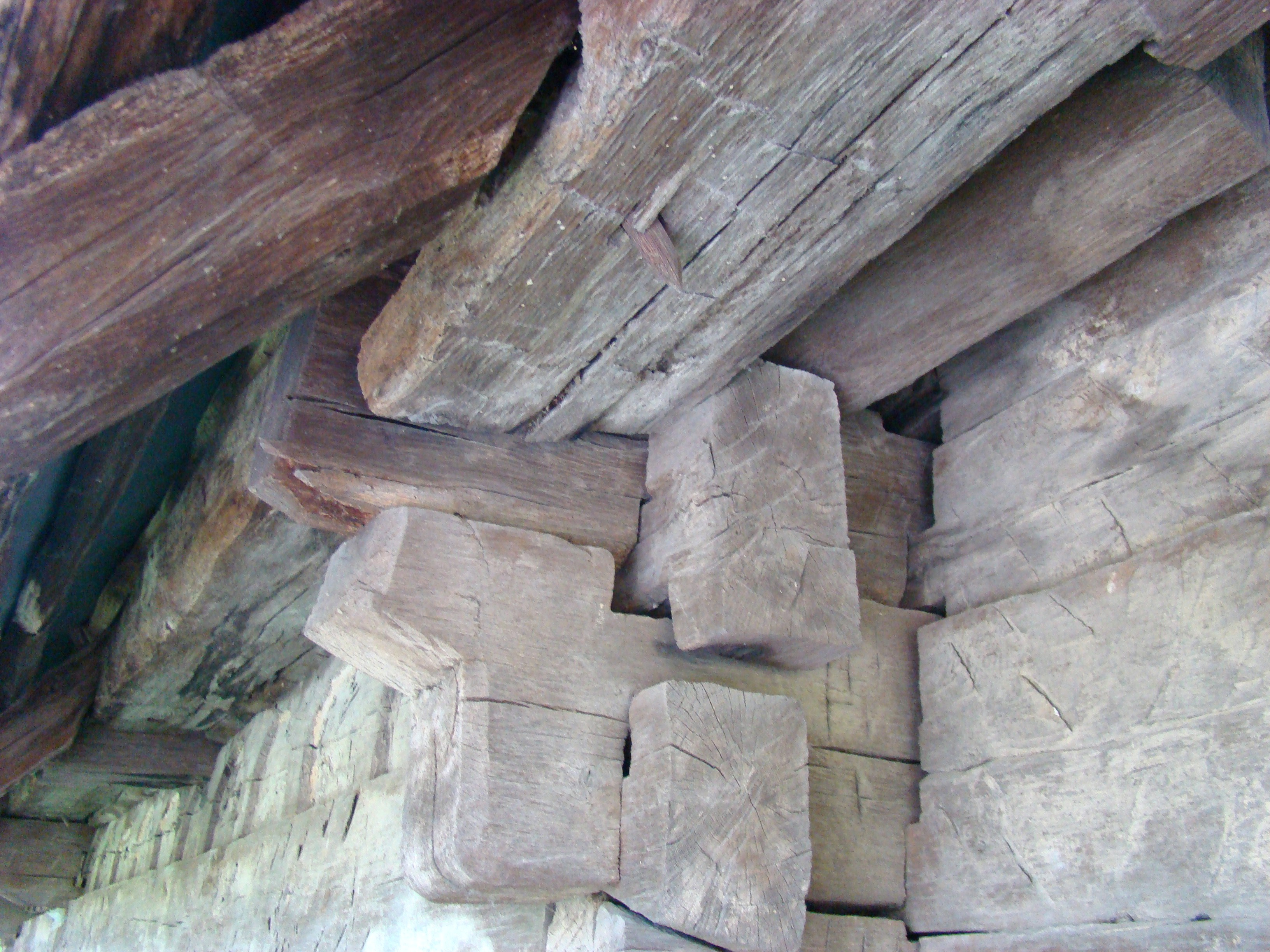
Îmbinări
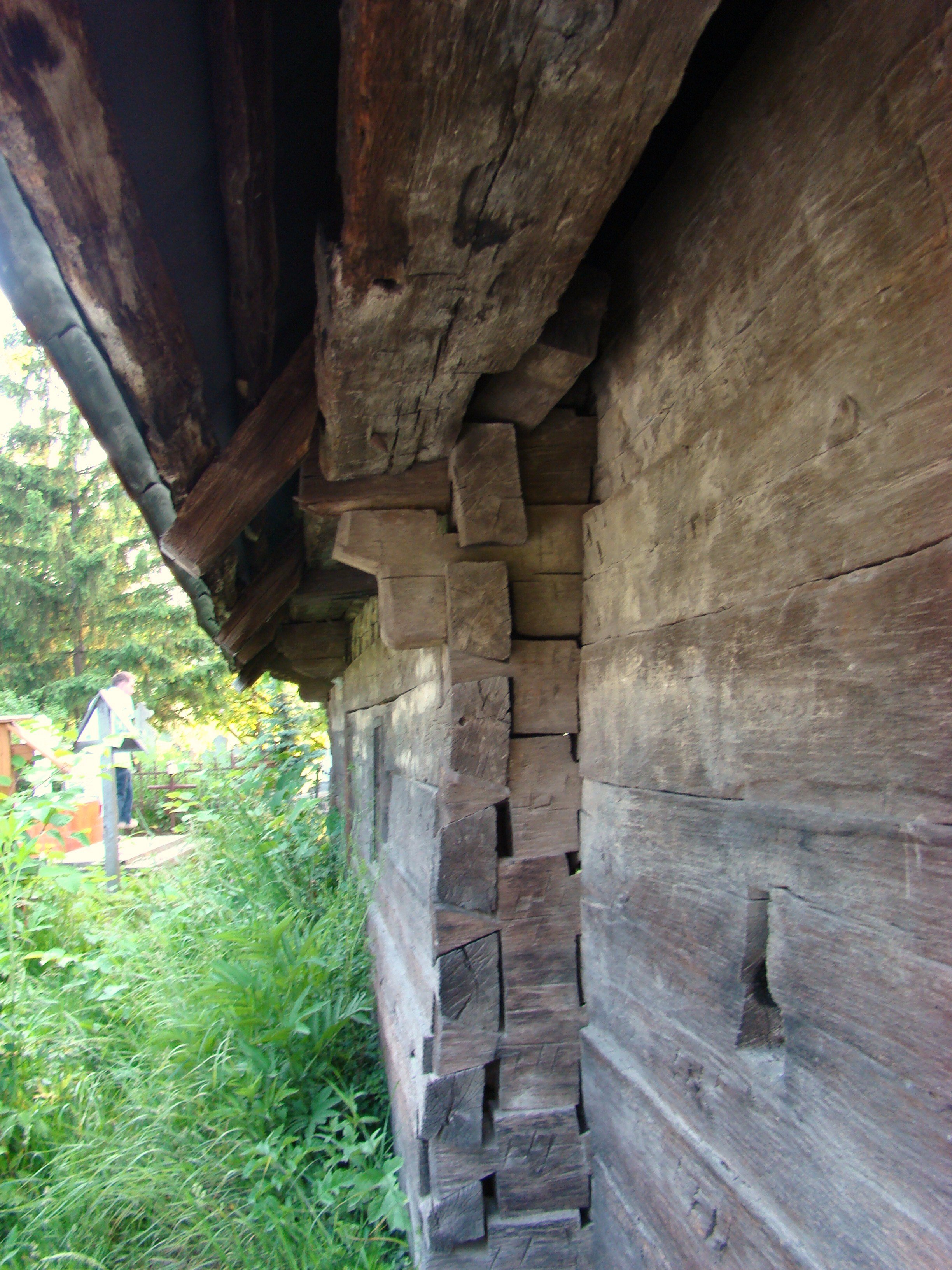
Decroşul altarului
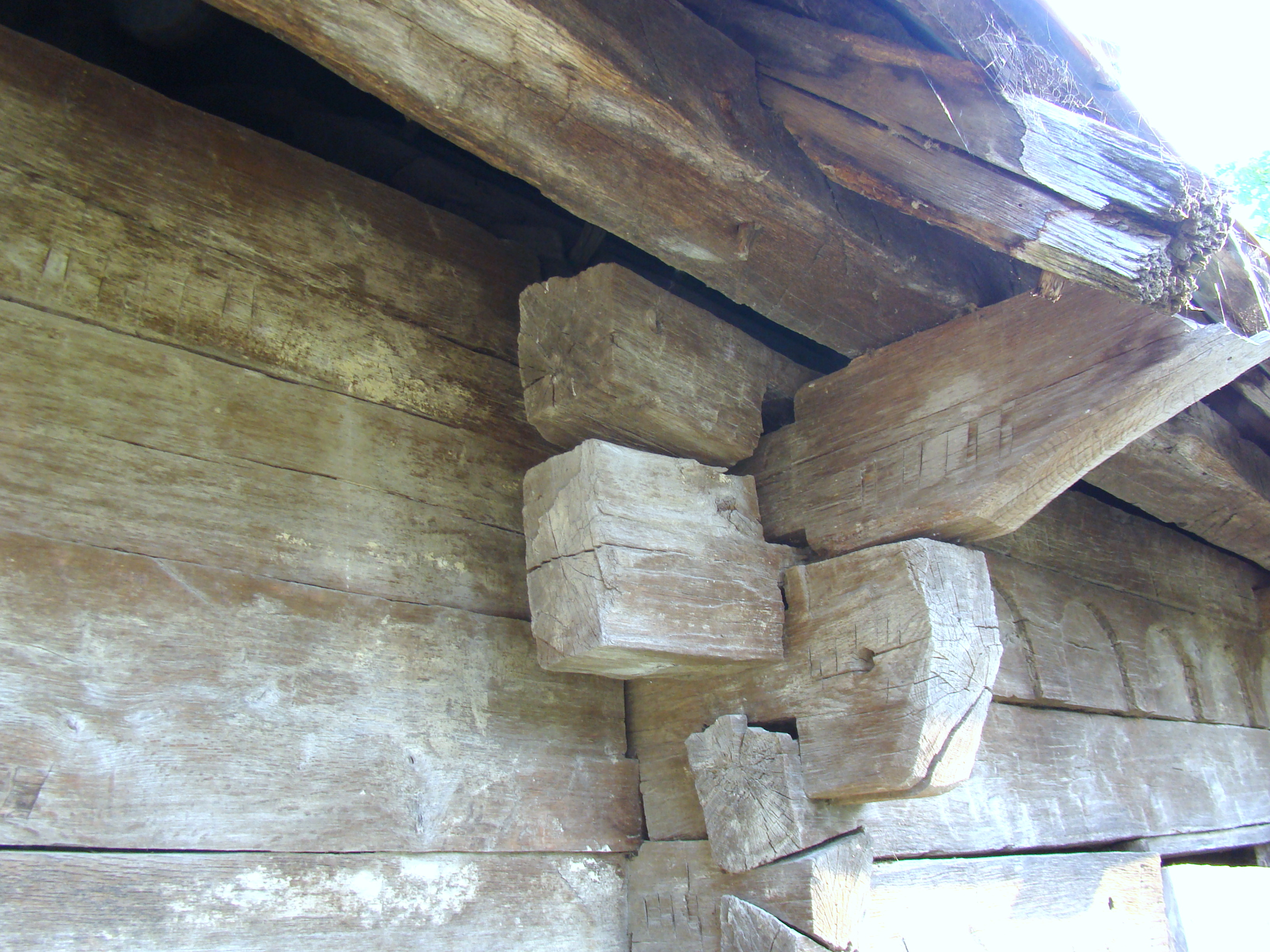
Îmbinări
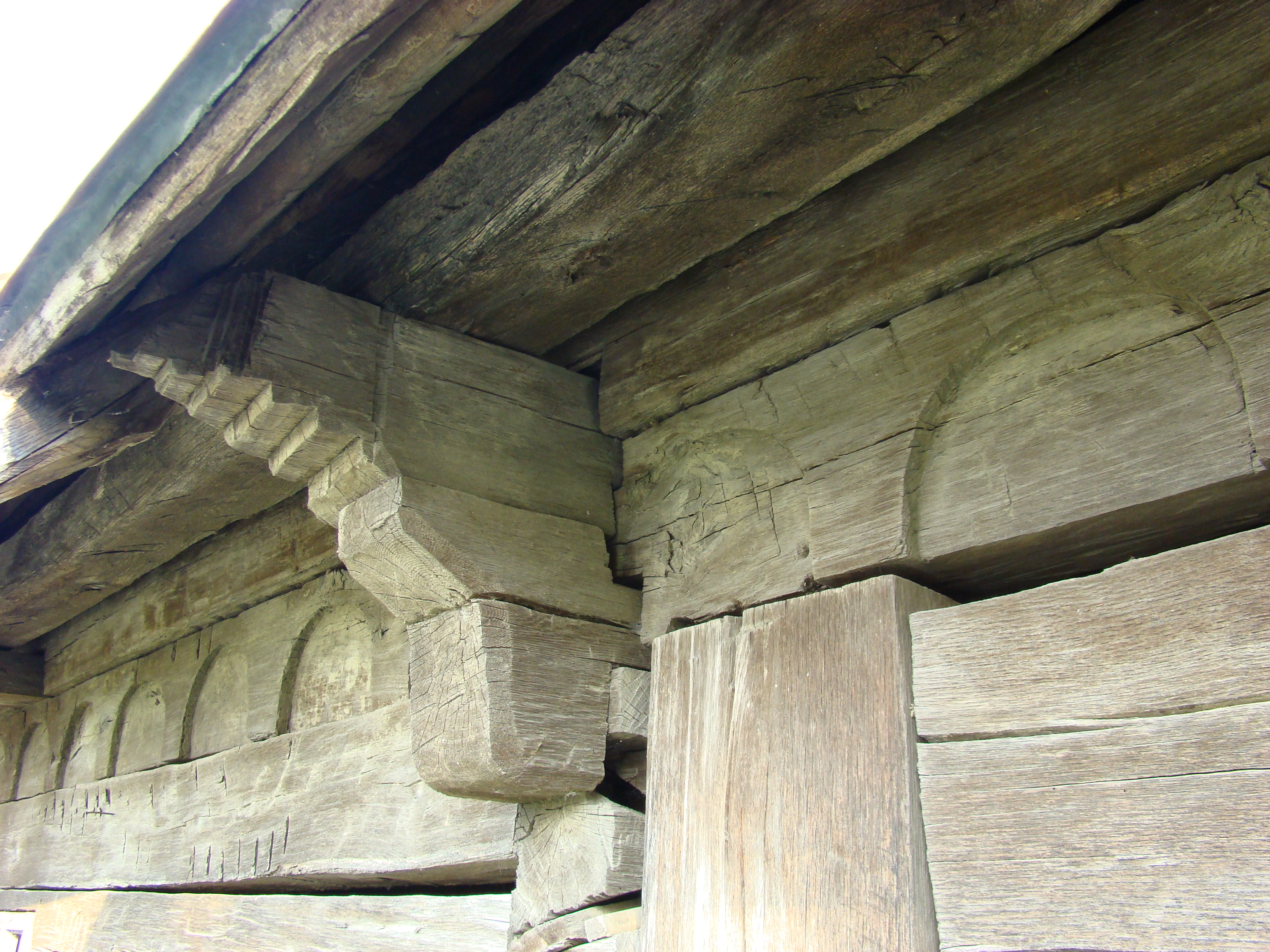
Consolă
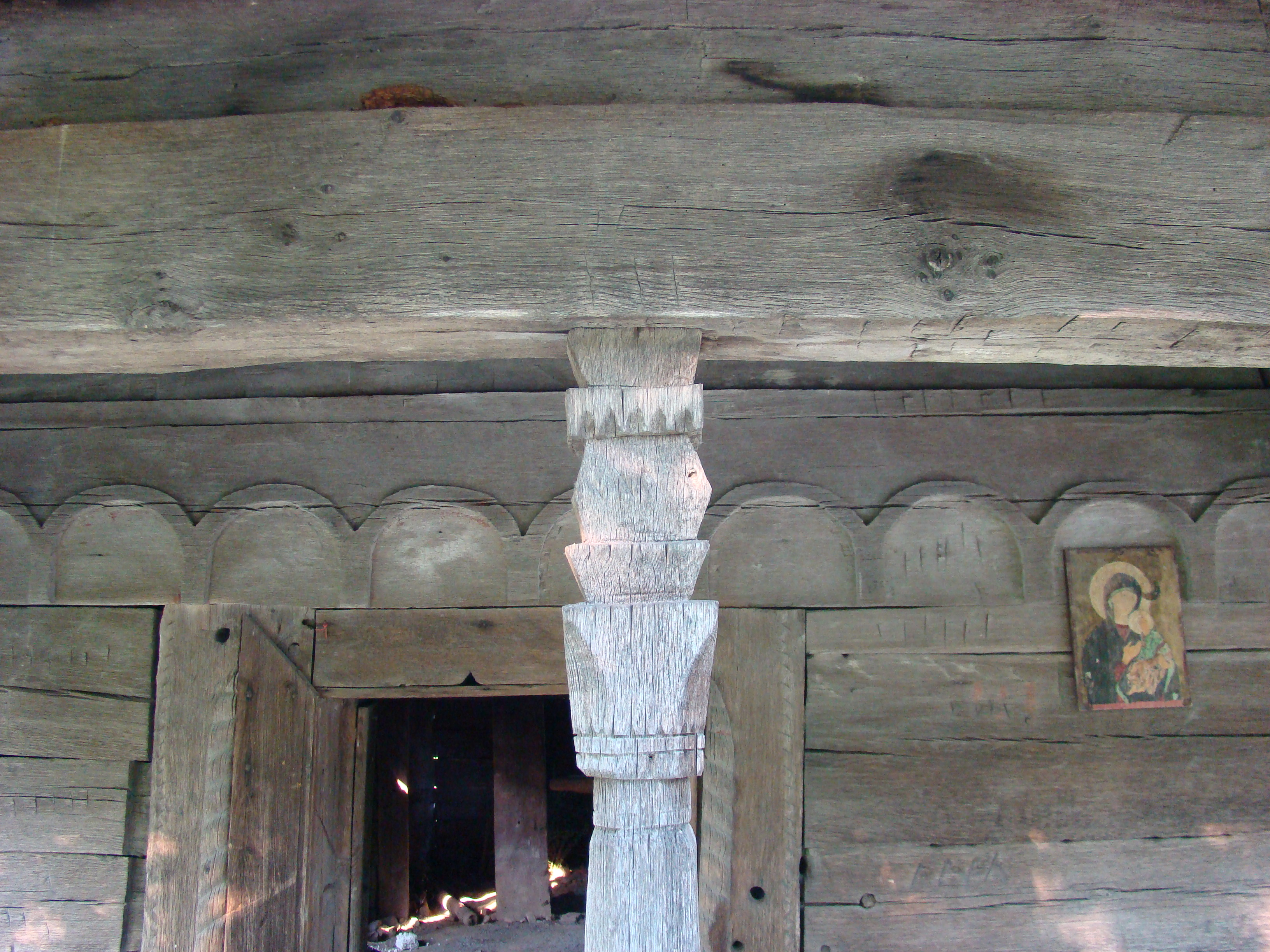
Capitel
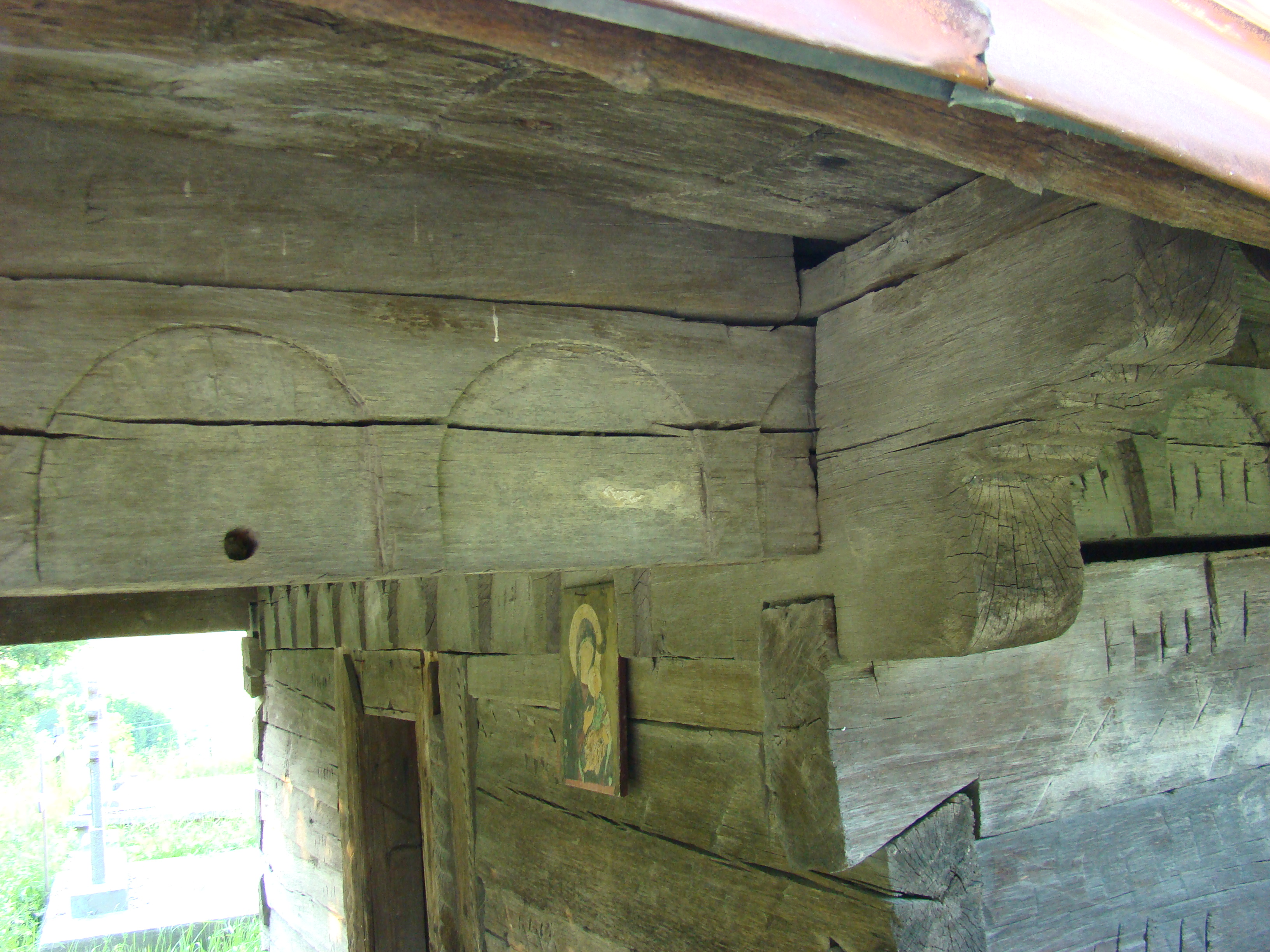
Motive ornamentale la prispă